# Fajr International Film Festival
Il Fajr International Film Festival (in persiano: جشنواره بین‌المللی فیلم فجر‎ o più semplicemente جشنواره فیلم فجر‎) è un festival cinematografico annuale che si svolge in Iran. Un importante evento culturale in Iran, il festival si svolge a Teheran ogni anno in febbraio, in occasione dell'anniversario della rivoluzione iraniana.
Il festival fu creato nel 1982, sotto la supervisione del ministero della cultura.